# Villaperuccio

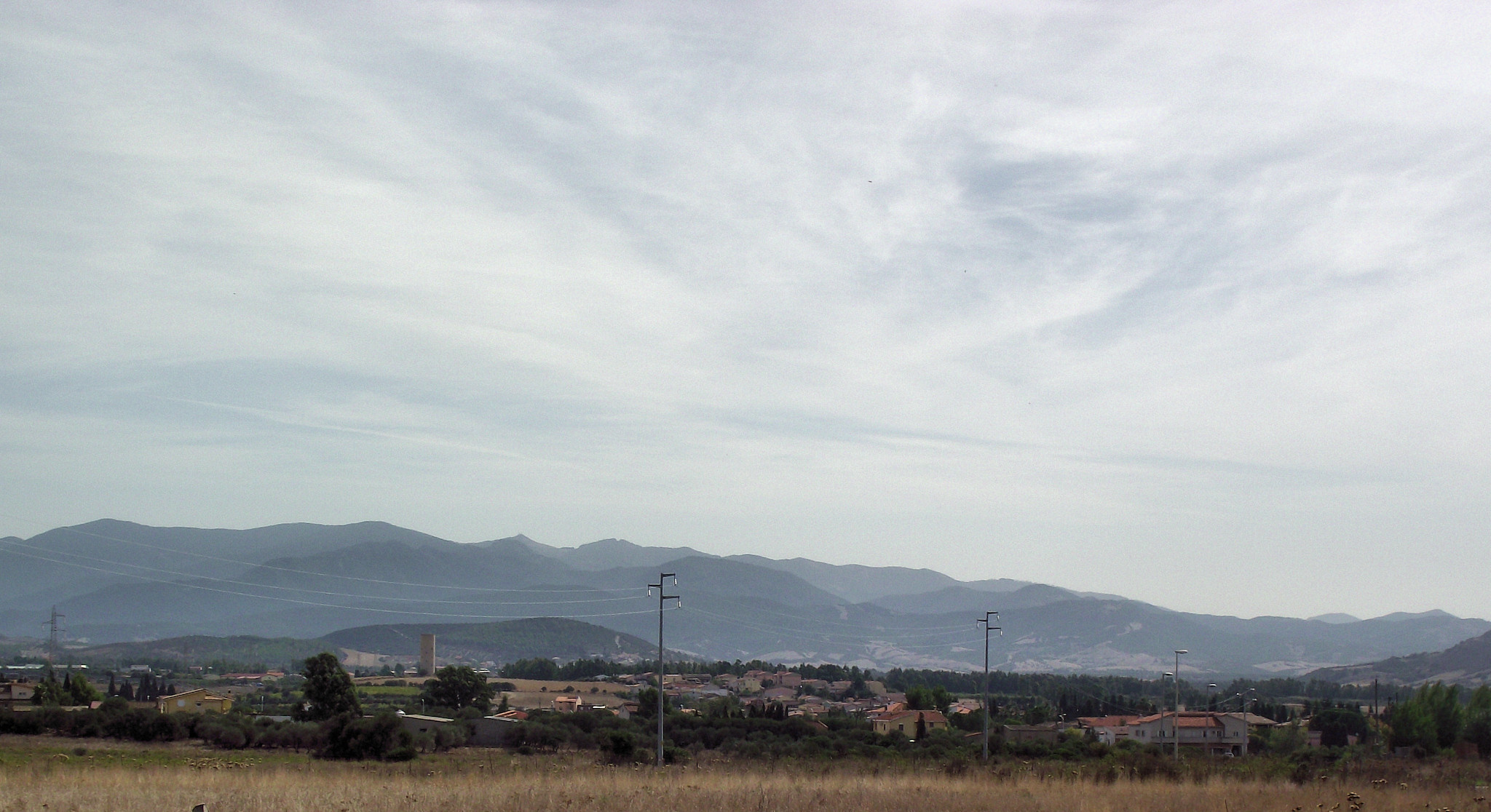
Blick auf Villaperuccio von der SP 79 aus

Villaperuccio ist eine italienische Gemeinde (comune) mit 1006 Einwohnern (Stand 31. Dezember 2023) in der Provinz Sulcis Iglesiente auf Sardinien. Die Gemeinde liegt etwa 13,5 Kilometer ostsüdöstlich von Carbonia und etwa 25 Kilometer südsüdöstlich von Iglesias am Lago di Monte Prano und am Parco Geominerario Storico ed Ambientale della Sardegna.

## Geschichte
Die Gemeinde wurde 1979 eigenständig. Auf dem Gemeindegebiet liegen die Nekropole von Montessu und die Nekropole von Marchianna aus vornuraghischer Zeit.

## Verkehr
Die östliche Gemeindegrenze wird durch die Strada Statale 293 di Giba von Sanluri nach Giba gebildet.